# Добросердов, Пётр Тимофеевич
Пётр Тимофе́евич Добросе́рдов (17 января 1947 — 3 марта 2006) — российский дипломат. Чрезвычайный и полномочный посол (2005).

## Биография
Окончил МГИМО МИД СССР (1970). На дипломатической работе с 1971 года.
- С 25 сентября 1996 по 28 апреля 2000 года — чрезвычайный и полномочный посол Российской Федерации в Македонии. Верительные грамоты вручил 26 декабря 1996 года[1][2].
- В 2000—2006 годах — посол по особым поручениям МИД Российской Федерации.

## Дипломатический ранг
- Чрезвычайный и полномочный посланник 2 класса (16 октября 1992)[3].
- Чрезвычайный и полномочный посланник 1 класса (18 сентября 1996)[4].
- Чрезвычайный и полномочный посол (6 июня 2005)[5].